# Денисов, Фёдор Алексеевич
Фёдор Алексе́евич Дени́сов (1785 — 28 сентября (10 октября) 1830, Москва) — химик-технолог, ординарный профессор Московского университета.

## Биография
Из разночинцев. Получил первоначальное воспитание в разночинской гимназии при Московском университете. В 1802 году поступил на медицинский факультет Московского университета, но вскоре оставил занятия медициной и перешёл на отделение физических и математических наук, где занимался естественной историей, преимущественно физикой и химией, которую и избрал впоследствии своею специальностью.
По окончании в 1806 году университетского курса со степенью кандидата был оставлен при университете для приготовления к профессорскому званию. Преподавал естественные науки в бывшей академической гимназии, был старшим надзирателем над казённокоштными воспитанниками.
В 1814 году успешно сдал экзамены и защитил диссертацию на степень доктора физико-математических наук. В сентябре 1815 года занял должность адъюнкта на кафедре технологии, освободившуюся после перехода профессора И. А. Двигубского на кафедру физики. С октября 1822 года — ординарный профессор по кафедре технологии и наук, относящихся к торговле и фабрикам физико-математического отделения Московского университета, которую занимал до самой смерти. В 1829 году был произведён в коллежские советники.
Обладая обширными познаниями по естествознанию и даром слова, Фёдор Алексеевич впоследствии стал одним из самых популярных профессоров и с университетской кафедры и посредством публикации журнальных статей принялся за распространение научных и технических знаний.
Кроме университета Ф. А. Денисов преподавал технологию в Московской практической академии коммерческих наук, а также вёл уроки естественной истории в университетском благородном пансионе и в училище при Московском воспитательном доме. Денисов, кроме всего прочего, неоднократно выступал и на поприще практической деятельности, подавая советы практического характера фабрикантам и заводчикам и принимая близкое участие в устройстве и оборудовании разнообразных промышленных заведений.
Умер от холеры 28 сентября (10 октября) 1830 года. Похоронен на Ваганьковском кладбище; могила утрачена.
Имел четырёх сыновей и трёх дочерей.

## Научная и писательская деятельность
В первые годы преподавал по руководству профессора Двигубского, вскоре составил свои собственные записки.
- 1822 — «Речь, произнесённая в 1822 году: о влиянии химии на успехи мануфактурной промышленности».
- 1828 — перевод, некоторая переработка и дополнение известного руководства по технологии германского профессора Поппе, издание пособия в свет под названием: «Пространное руководство к общей технологии, или к познанию всех работ, средств, орудий и машин, употребляемых в разных технических искусствах».

В дополнение к ней Фёдор Алексеевич собирался издать оригинальное сочинение по частной технологии, но столь ранняя смерть помешала осуществлению его плана.
- 1824 — начало журнальная деятельность Денисова.

Статьи его (подписанные Ф. Д — ъ или Ф. Д) посвящены разнообразнейшим вопросам науки, фабрично-заводской промышленности и домашней техники и новейшим открытиям в этой области, помещались в основанном в 1820 году профессоорм Двигубским «Новом магазине естественных наук, физики, химии и сведений экономических». Многие из них взяты из иностранной литерату: журналов, газет и др.).
- 1824 — опыты, утверждающие мнение испытателей природы об одинаковом происхождении сибирского железа и падающих из атмосферы камней, или аеролитов[2].
- 1825 — о способе выделывания кирпичей посредством сгнетания[3].
- 1825 — о новом способе полирования стальных галантерейных вещей[4].
- 1825 — о приготовлении и употреблении хромокислых солей в искусствах[5].
- 1825 — о выделывании соломенных, стружковых, дроковых и других летних шляп[6].
- 1825 — Мурова для глиняной посуды[7].
- 1825 — о способе выделывания бумаги, подобной сафьяну[8].
- 1825 — Нерастворяемая водою и предохранительная от пожара обмазка соломенных кровель[9].
- 1825 — важное замечание о квасцах для красильных фабрикантов[10].
- 1825 — о белении[11].
- 1825 — о способах приготовления чистой кобальтовой окиси для наведения синего грунта на лучший фарфор[11].
- 1827 — о приготовлении и спиртовом брожении картофеля[12].
- 1827 — о притираниях для лица[13].
- 1827 — о кобальтовой, или тенаровой синей краске, употребляемой вместо ультрамарина[14].

Денисов помещал без подписи и заглавий небольшие заметки по разнообразным вопросам своей специальности, начиная с различных открытий по фабрично-заводскому делу и кончая областью косметики, дамского туалета и костюмов.